# Neochernes melloleitaoi
Espèce
Neochernes melloleitaoi est une espèce de pseudoscorpions de la famille des Chernetidae.

## Distribution
Cette espèce est endémique de la province de Santiago del Estero en Argentine. Elle se rencontre vers Assusques.

## Étymologie
Cette espèce est nommée en l'honneur de Cândido Firmino de Mello-Leitão.

## Publication originale
- Feio, 1945 : Novos pseudoscorpiões de região neotropical (com a descriçao de uma subfamilia, dois géneros e sete espécies). Boletim do Museu Nacional Rio de Janeiro, n.s. Zoologia, vol. 44, p. 1-47.